# Коношенко Руслан Сергійович
Русла́н Сергі́йович Коноше́нко  (23 лютого 1983 — 20 січня 2015) — старший солдат Збройних Сил України, учасник російсько-української війни. Один із «кіборгів».

## Життєпис
Працював і проживав з родиною в Кам'янці-Подільському.
Мобілізований у вересні 2014-го, номер обслуги, 81-та окрема аеромобільна бригада — 90-й окремий аеромобільний батальйон, псевдо «Позитивний поет».
Перед самим виїздом до ДАПу виміняв свій АКМ у вояка з іншої роти на кулемет «ПКМ». 17 січня 2015-го вогнем з кулемета примусив замовкнути ворожий «Утьос», прикривши евакуацію 17 поранених.
Після того, як терористи підірвали новий термінал, 20 січня виходив на зв'язок із родиною. 21 січня зник безвісти під час оборони Донецького аеропорту. Полонений, зв'язок із ним обірвався. Побратими казали, що терорист «Моторола» призначив за його голову нагороду. Розстріляний терористами.
Упізнаний за експертизою ДНК. Похований 16 квітня 2015-го в місті Кам'янець-Подільський, у останню дорогу люди проводжали на колінах.
Без Руслана лишилися мама, дружина Людмила, двоє синів 9 і 5 років — Олексій і Максим, однорічна донька Карина.

## Нагороди та вшанування
- Указом Президента України № 282/2015 від 23 травня 2015 року, «за особисту мужність і високий професіоналізм, виявлені у захисті державного суверенітету та територіальної цілісності України, вірність військовій присязі», нагороджений орденом «За мужність» III ступеня (посмертно)[1].
- Нагороджений нагрудним знаком «За оборону Донецького аеропорту» (посмертно).
- Рішенням Кам'янець-Подільської міської ради № 109/93 від 13 жовтня 2015 року присвоєно звання «Почесний громадянин міста Кам'янця-Подільського».
- Нагороджений відзнакою міського голови Кам'янця-Подільського «За заслуги перед міською громадою».
- Вшановується в меморіальному комплексі «Зала пам'яті», в щоденному ранковому церемоніалі 20 січня[2][3].